# Call Detail Record
Call Detail Record (CDR) innehåller information om telefonsamtal, dvs vem som ringer vem och när. Detta benämns även som trafikdata som i sin tur innefattas av det mer omfattande begreppet metadata. 
Denna information om telefonsamtal framställs i en datoriserad process hos telefonväxeln där samtalet passerar. CDR är den automatiserade motsvarigheten till de noteringar som en gång manuellt skrevs på papper och tidsbestämdes av växeltelefonister i samband med långväga samtal.

## Innehåll
Metadata för ett telefonsamtal innehåller åtminstone följande fält:
- telefonnumret som anropar (A nummer)
- telefonnumret som anropas (B nummer)
- när samtalet påbörjades (datum och tid)
- hur länge samtalet varade (varaktighet)

Övrig information som inte nödvändigtvis behövs vid fakturering kan inkludera följande:
- identiteten av telefonväxeln som registrerat samtalet
- ett ordningsnummer i registret
- ytterligare uppgifter om B nummer som används för att styra eller avgiftsbelägga samtalet
- samtalsresultat (huruvida det besvarades, var upptaget etc)
- kabeln genom vilken samtalet anlände till telefonväxeln
- kabeln genom vilken samtalet lämnade telefonväxeln
- eventuella fel i förbindelsen
- eventuella tjänster som använts i samband med samtalet, till exempel samtal väntar och vidarekoppling
- kostnad för samtalet